# پوپیلنو (استان وارمی-ماسوری)
پوپیلنو (به لهستانی:  Popielno) یک روستا در لهستان است که در گمینا روچیان-نگدا واقع شده‌است. پوپیلنو ۱۸۰ نفر جمعیت دارد.